# ニコンF
ニコンFは、日本光学工業（現・ニコン）が開発・発売した35ミリフィルム一眼レフカメラ。同社が最初に開発した一眼レフカメラで、ニコンF一桁シリーズと称される同社のフラッグシップ機の基礎になったモデルである。

## 概要
商品名の「ニコン」は、当時の日本光学工業の小型カメラに付けられた商標である。「F」は反射を意味するRe-Flexに由来する。なおReflexの頭文字である「R」が選ばれなかったのはアジア圏での発音が様々だったためである。なおドイツでは商標の問題からNikonを使うことが出来ず、NIKKORで販売された。
発売は1959年6月。世界的に小型カメラの潮流がレンジファインダーカメラから一眼レフカメラに移行しつつあるなか、その最終段階に登場したのがニコンFであった。1960年代から多くの報道カメラマン・戦場カメラマンに愛用されて東京オリンピックやベトナム戦争などで使用されたほか、篠山紀信や荒木経惟といったフォトグラファー、そしてアポロ15号などNASAの宇宙開発にも採用されたモデルで、同社の小型カメラおよびレンズを世界のトップブランドに押し上げた。とくに完成度・信頼性・堅牢性が高く、高品質な交換レンズやモータードライブなどのアクセサリー類が充実していたことへの評価は高い。また、日本のカメラ技術水準の高さを国際的に知らしめたモデルと評価とされている。
将来性を見越して一部部品が着脱・交換可能なシステムカメラとして開発されたため、発売後に実用化されたTTL測光などもファインダー部の交換で対応することができた。そのため細部の改良はあったものの販売開始から終了までおよそ15年と、小型カメラとしては前例のないロングセラー商品となった。
ニコンFがブームとなった1970年の生産台数は、年間約14万台であったとされる。またニコン公式発表による総生産台数は86万2600台強である。
販売終了後も根強いファンがいることでも知られ、期間限定ながら2021年までニコンが公式にメンテナンスサービスを受け付けていた。またニコンF用に開発されたニコンFマウントは高い互換性を有しており、生産終了後に販売されているオートフォーカス用のレンズも使用することが可能である。
1966年に通産省のグッドデザイン賞を受賞。2019年に国際的に見て日本の科学技術発展の独自性を示すものとして国立科学博物館の重要科学技術史資料に登録。2020年に国内他社の一眼レフカメラと共に日本機械学会の機械遺産に認定された。　

## 沿革

### 開発の背景

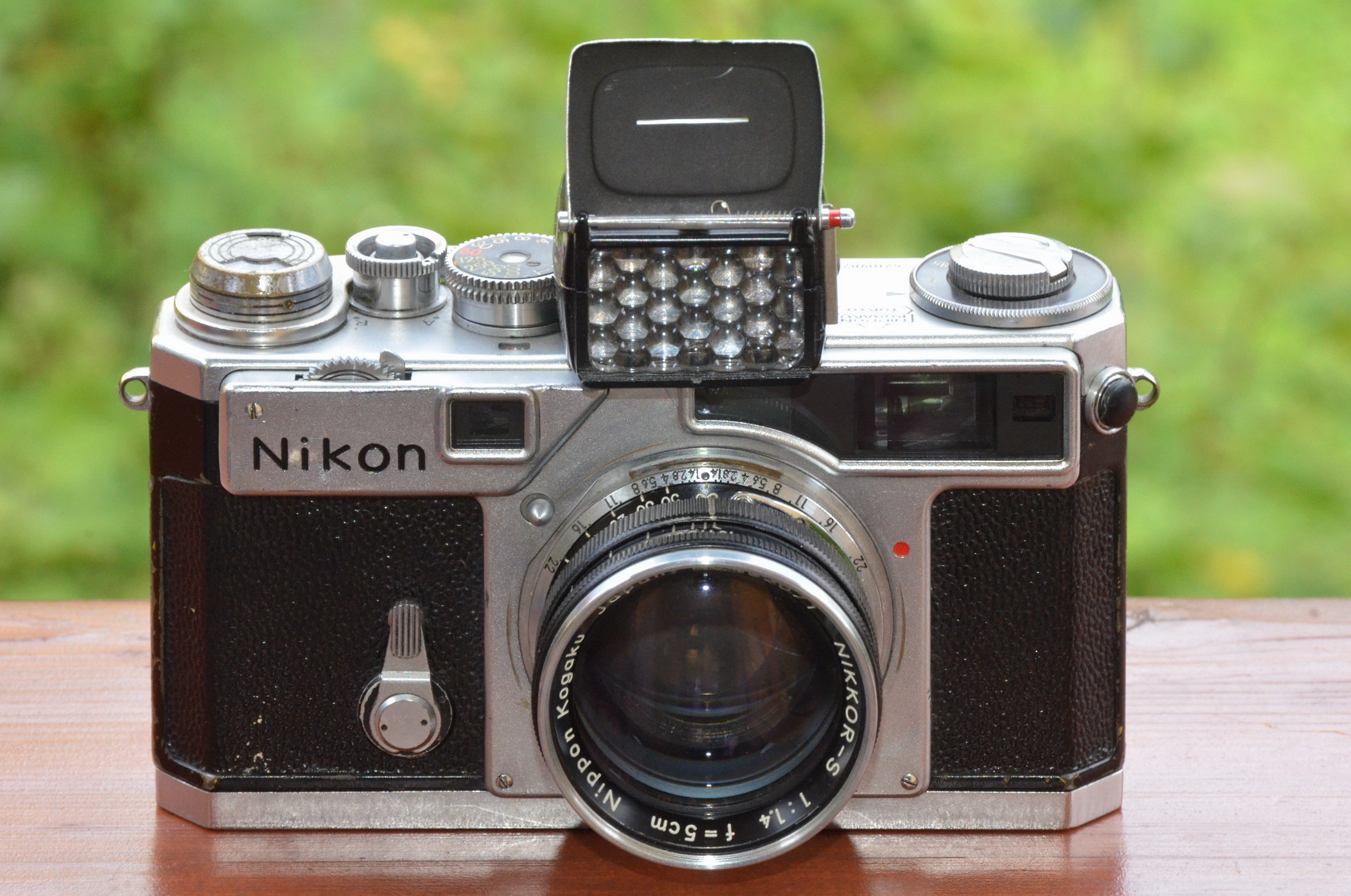
ニコンSP。ニコンFと同時に開発されたため、構造や操作法など共通する部分が多い。

軍需企業であった日本光学工業は太平洋戦争後にカメラ事業を立ち上げ、当時高い評価を受けていたライカ社製などを参考にレンジファインダーカメラを開発・販売していた。ニコンS2は1954年の発売を目指し開発と生産ラインの構築を進めていたが、同年春にライカM3が発表されて発売を前に再び溝をあけられる形になった。一部改良を施したうえで同年12月に発売されたニコンS2の販売は好調だったものの、営業サイドからライカM3に対抗しうるレンジファインダーカメラの要望が強く、改めて新モデルの開発を始めることになった。しかし同時期に社内ではレンジファインダーカメラの限界も認識されつつあった。
いっぽうで他社によって1930年代に一眼レフカメラが実用化され、日本光学工業もその将来性に早くから着目していた。しかし初期の一眼レフカメラは天地左右が逆像であったり、撮影するごとにミラーが上げる必要があるため速写性に難があるなど問題を抱えており、それゆえ天体観測など特殊な用途に使用するカメラという認識であった。その後ファインダーにペンタプリズムを付けたツァイス・イコンのコンタックスS（1949年）、ミラーにクイックリターン機構を付けた旭光学工業（現PENTAX）のアサヒフレックスⅡB（1954年）など欠点をカバーする機構・モデルが現れて、1950年代後半には国内各社は競って一眼レフカメラの開発・販売を始めていった。
そこで日本光学工業はレンジファインダーカメラの新モデルに加えて、新規に一眼レフカメラの開発に着手し、両モデルを同時並行で開発する方針を決定した。こうして生まれたのが、1957年に発表されたレンジファインダーカメラのニコンSP、そして1959年に発表された一眼レフカメラのニコンFである。両モデルの同時開発について小倉磐夫は、「本命はニコンSPで、ニコンFは滑り止め・抑えのような意味であった」としている。

### 開発

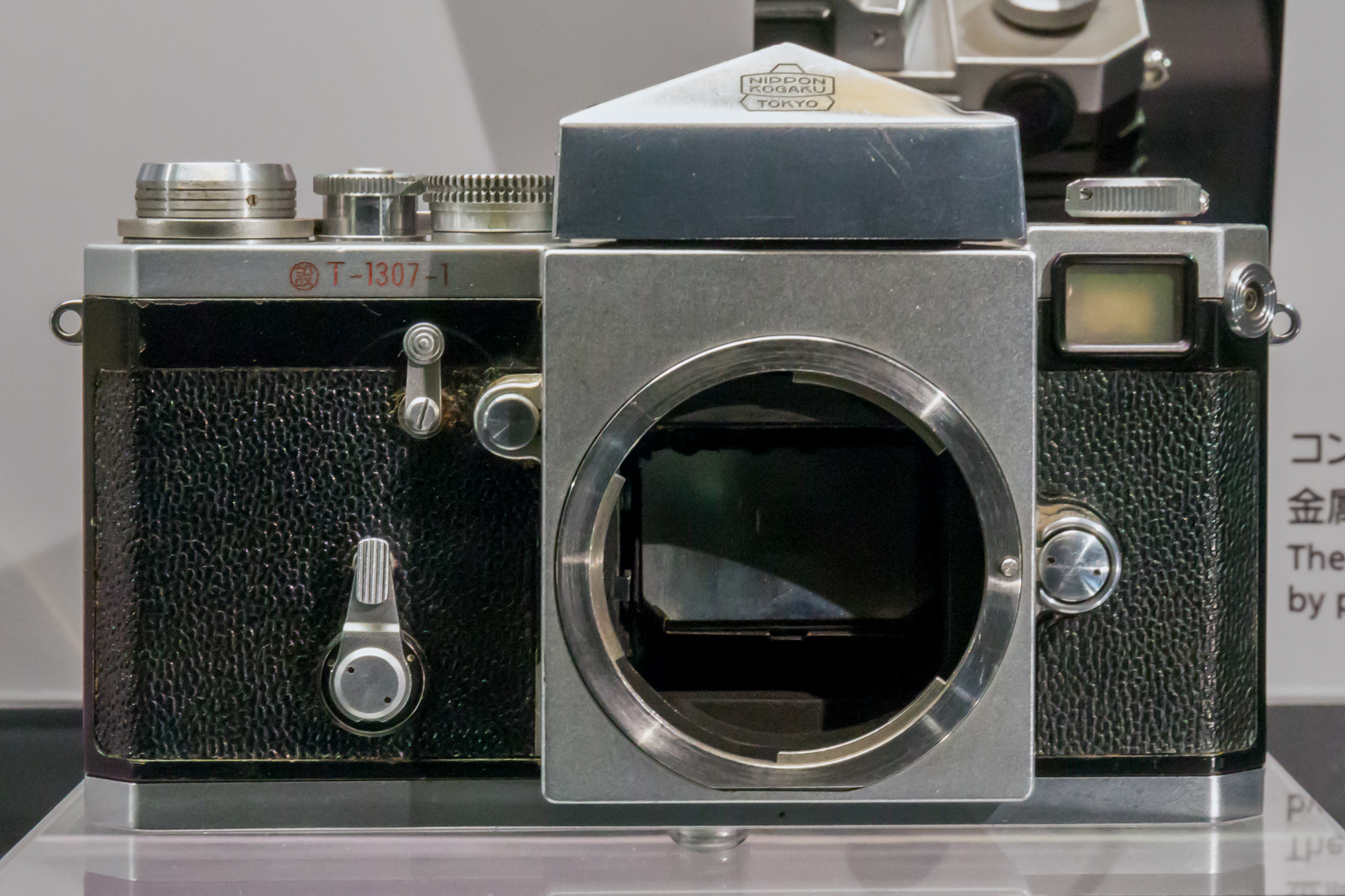
ニコンFの試作機。マウント内部左端に絞り連動レバーも見える。

開発にあたり社内の設計者は担当するモデルで2分された。ニコンFの開発責任者は更田正彦が務めた。
一眼レフカメラの開発にあたって4つのコンセプトが決定された。1つ目は小型で速写性に優れた使いやすいカメラ。2つ目はシステムカメラとして交換可能なレンズ・付属品を豊富にそろえ、あらゆる撮影目的に応じられるようにすること（→#発売後の発展）。3つ目は完全自動絞り機構と露出計の開発（→#完全自動絞り機構）。4つ目は互換性の高いレンズマウントの開発（→#ニコンFマウント）である。
いっぽうで更田によれば、ニコンSPのスペックは委員会を設置し社内全体で決定されていたが、ニコンFについては同じ生産ラインで造る都合上できるだけ共通の部品を使うというくらいで細かな仕様は若い設計者に任されたという。
並行開発・部品の共有化による生産性の向上・両モデルを所有するユーザーに違和感のない共通した操作性などの理由により、ニコンFとニコンSPの間には構造などに共通する点が少なくない。たとえばニコンFのボディ構造はニコンSPのボディを左右に広げ、中央にミラーボックスを挟み込んだような構造になっている。また発売後に不評を買うことになったシャッターボタンの位置もニコンSPと配置を共有したゆえであった。
20FBという社内コードで開発が始められたニコンFは、ニコンSPの発売と同年の1957年2月に試作機3台が発注された。当初の試作機はほとんどニコンSPと同じ構造と言って良く、新たに開発されたのはミラーボックス・ペンタプリズム・バヨネットマウントの3点ぐらいであった。
日本光学工業の一眼レフ開発のスタートは他社と同じ程度であったものの、ニコンSPの販売が優先されたためニコンFの発表が遅くなり、結果として様々なアイデアが他社に後れを取ることになった。とくにクイックリターン式ミラー機構では旭光学工業との間でトラブルになった。

#### ニコンFマウント
新たに一眼レフカメラ用に開発されたニコンFマウントは、のちに「不滅のニコンマウント」と称されるようになる。しかしその仕様決定について更田は、画面周辺がケラレないよう35ミリフィルムの対角がすっぽりと入る程度の内径寸法、そしてレンズに十分なスペース（フランジバック）を与えるという基本方針だけ決めて、詳細な仕様は「当てずっぽうだった」としている。
マウント径は当時の標準であったプラクチナマウントよりも大きく、大口径の部類に入った。これについて縦野横行は、ニコンFの画面中心から床面までの距離がニコンSPとほぼ同一と指摘した上で、ニコンSPのサイズおよび後述する外付け露出計と連動する絞り設定環（連動爪）の都合で決定されたのだろうと推測する。
いっぽうで長く取ると光学的に不利になるフランジバックはもっとも長い部類に入った。縦野は、ニコンFの登場以降に開発された競合他社のマウントのフランジバックがニコンFマウントのそれに近づいていくことを指摘し、様々なレンズの使用を可能とする発展性を考慮すると適切な数値であったのだろうと推測する。
マウントにレンズを装着する際の回転方向は正面から見て左回りとなっているが、これはキヤノン・ミノルタの一眼レフカメラ用レンズマウントと逆である。これもニコンSPの仕様に合わせるためであった。日本光学工業のレンジファインダーカメラ用ニッコールレンズは、コンタックスにも装着できるように同じ仕様（ニコンSマウント）になっていた。そしてニコンFマウントも「同一操作のほうがお客様によい」という営業部の意見を採り入れ、左回りに決定された。

#### 完全自動絞り機構

絞りの動き。この絞り込みと開放をシャッターボタンを押すのと同時に自動で行うようにしたのが完全自動絞り機構である。レンズはPENTACON。

前述のようにニコンFの開発が始められた当時、黎明期の一眼レフカメラが抱えていた欠点の多くはすでに克服されていたが、唯一開発できていなかったのが完全自動絞り機構であった。一眼レフカメラは撮影用レンズを通してピントを合わせる都合上、撮影前には絞りを開放して視野を明るい状態にする必要があった。初期の一眼レフカメラではこの絞り操作を手動で行っていたが、やがて開放されていた絞りをレリーズと同時に設定値まで自動で絞る「自動絞り機構」が開発された。しかしこれは撮影終了後にミラーが自動で戻っても絞りは自動では戻らない機構で、開放は手動で行わざるを得なかった。
この絞り込みから開放までを全て自動化したのが「完全自動絞り機構」である。この機構は同時期に発売されたニコンFとキヤノンフレックスの2モデルで初めて実用化されたが、両機構は大きく異なっていた。キヤノンフレックスがレンズ側に絞り機構の駆動と開放の2つのスプリングが内蔵された複雑な構造になっていたのに対し、ニコンFはレンズ側の駆動スプリングのみで、ボディ側のレバーの力でレンズ側のスプリングを開放側に押しやる方式になっており、そのレバーはミラーと連動していた。この方法は単純かつ信頼性が高く、ニコンFマウントが長く互換性を保っている理由のひとつに挙げられている。

#### 連動爪
開発当時、もっとも評価が高かったライカM3でも露出計はシャッター速度としか連動していなかったが、ニコンFでは意欲的に絞りとも連動する完全連動方式が採用された。完全連動方式の実用化は世界初である。
すでに露出計を内蔵したカメラも存在したが、日本光学工業製のセレン光電池式露出計は耐久度が低かったため、ニコンFでは外付けのアタッチメント方式が採用された。
そこでレンズ鏡筒にある絞り設定環と外付け露出計をリンクさせるために、外部で両者を接続する機構が考案された。これが絞り設定環に付けられた連動爪（カニの爪状の金具）である。いっぽうの露出計は光電部の下部にスライドピンが突き出ており、これを連動爪に噛み合わせて絞り設定環の設定を伝える仕組みになっている。
この方式はのちに露出計内蔵ファインダーのフォトミックを追加することを可能としただけでなく、ニコマートELW（1976年）など後発モデルでも採用された息の長いシステムになった。

#### チタン製シャッター幕
シャッター幕には、世界初となるチタン製金属膜が採用されている。レンジファインダーカメラでは平時からレンズを通った光がシャッター幕に当たるため、太陽像によって焼損して穴が開く可能性があった。いっぽう一眼レフカメラは内部にミラーがある都合上そのリスクは少なかったが、広角レンズなどバックフォーカスが短いレンズではミラーアップする必要があり、その際の対策用として金属膜が採用されたと考えられる。その他、金属膜には軽量化や機械的強度の向上といったメリットもあった。
金属膜はキヤノンが先んじてステンレス製シャッター幕を実用化していたが、傷や変形に悩まされていた。ニコンFのチタン製シャッター幕はこうした問題を解決すべく、加工に当時最新の技術を駆使して造られた。
なお、最初期には布製のシャッター幕があったとされ、後年の雑誌特集でも最初期型の分解調査で布幕の実在が確認されている。しかしニコンは取材に対し「当初の設計図からチタン幕と指定されており、布幕について詳細は不明」と回答している。

### 発表・発売
ニコンFは1959年3月にプレスリリースされ、4月からは各都市で写真・報道関係者を呼んだプロモーションが展開された。そして6月の初出荷に合わせて日本橋三越で展示即売会が開催された。また海外では1959年3月のフィラデルフィア・ショーへの出品および発表会を行い、続いて1960年のフォトキナに出品された際には高い評価を得ている。
ニコンFは発売直後から高い評価を受けることになった。『アサヒカメラ』（1959年9月）には「従来の35ミリ一眼レフカメラに対し要望したことは、ほとんど全てが実現された」と記されている。
発売時の小売価格である6万7千円（レンズ付き）は、当時の新聞社社員の給与3か月分であった。
ペンタプリズム・クイックリターンミラー・完全自動絞りの3つの機構を盛り込むことに成功したニコンFの登場により、一眼レフカメラはレンジファインダーカメラと同等の操作性を得て普及することになった。販売台数は発売から6年後の1965年に20万台を突破した。『ビジネスウィーク』（1963年3月）は「ついにニコンが一眼レフカメラ分野で主導権を取った」と記している。

### 発売後の発展
およそ15年にもおよぶロングセラー商品となったニコンFであるが、発売後に本体に施された改良は少なかった。僅かに行われた改良も銘板やロゴマークの変更といった外見上の違いに留まるものにはじまり、内部部品のメッキの仕様やレバー形状など些細な変更ばかりで、見取り図の書換えを必要とするような変更は一切なかった。
いっぽうで1960年代から70年代は一眼レフカメラが普及し、それと共に開発が激化した時期であった。こうした新しいニーズや技術に対し、ニコンFはシステムカメラの特性を生かして部品・レンズ・周辺アクセサリーの発展・更新・充実で対応していった。
赤城耕一は「ニコンFに変わるシステムが登場するのは、1971年のキヤノンF-1を待たなければならなかった」としている。

#### 自動巻き上げ

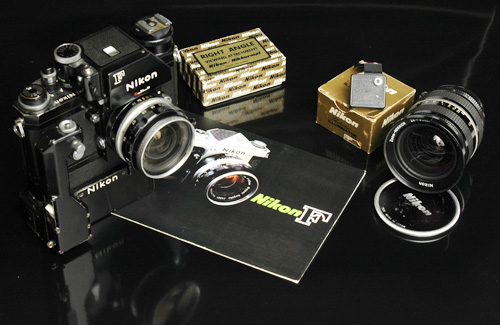
F-36と直結式電池ケースを装着したニコンF

ニコンFの先見性を示すとともにベストセラーになった理由として挙げられるのがモータードライブである。モータードライブとは電動式のシャッター自動巻き上げ装置で、高速連続撮影を可能とするアクセサリーである。一眼レフカメラでモータードライブを実用化したのは世界初であった。
ニコンF用モータードライブのF-36は本体と同時に発表されているが、当初は電源が外部の電池ケースになっていた。そのためカメラと電池ケースをケーブルで接続する都合で取り回しが悪く、どちらかといえばリモートコントロール用の意味合いが強かった。
しかしその後のモデルチェンジにより本体に電池ケースを取り付ける直結式電池ケースが発売され機動性が増した。そして素早く撮影体制に入ってシャッターチャンスを的確につかむための道具として報道カメラマンに受け入れられるようになる。
モータードライブは、ニコンFをプロカメラマンに定着させる大きな理由になると共に、モータードライブをプロ用カメラに必須の機能として定着させることになった。

#### 豊富なレンズ群

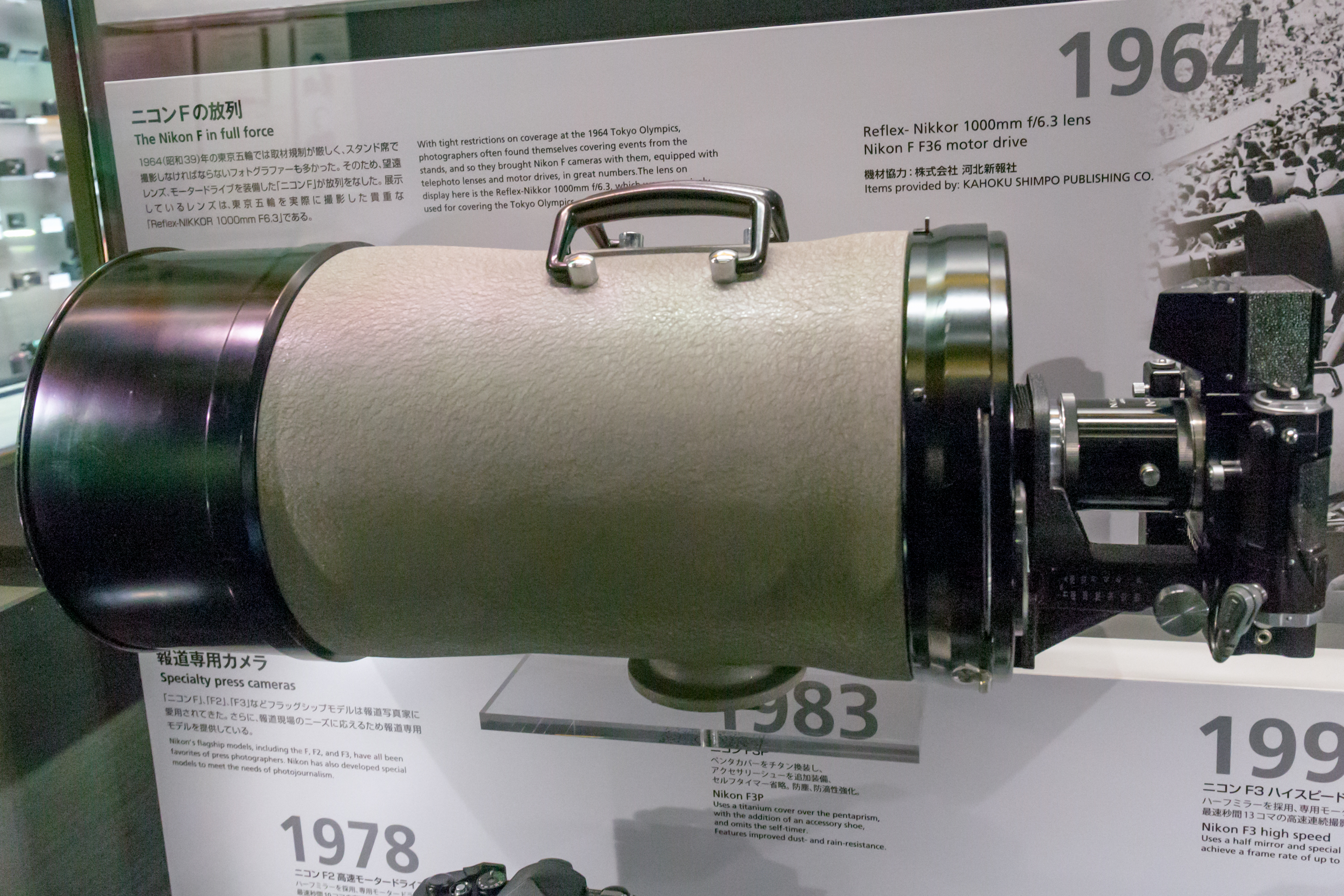
反射望遠鏡のReflex-Nikkor 1000mm f6.3を付けたニコンF。レンズは1964年9月発売。

発売当初に用意されていた交換レンズは数種類のF専用レンズとS兼用レンズのみであったが、発売後に急速に充実されていく。発売と同年12月には超広角レンズとスチールカメラ用としては世界初となるズームレンズが発売され、翌年以降も魚眼レンズ、あおり撮影用レンズ、リングライトを内蔵したメディカル用レンズ、接写用リングやベローズなど、特殊用途を含む豊富な種類の交換レンズを次々と発表していった。『ニコンFシリーズ-ニコンF・F2・F3のすべて』（2000年）によれば、1971年に後継機が発売されるまでの間に発売された交換レンズは54本を数える。
1964年の東京オリンピックで報道カメラマンはスタンドの指定エリア以外での撮影が出来ない決まりになった。この際に日本光学工業は報道からのニーズを当て込んで望遠レンズのラインナップを一気に充実させた。その結果、多くの報道カメラマンがモータードライブと望遠レンズを供えたニコンFを手に取材を行い、その様子はのちに「ニコンが放列をなした」と表現されるようになった。
これを契機に報道分野におけるカメラの主流は、従来のスピードグラフィックからニコンFへと移っていった。

#### フォトミック形式

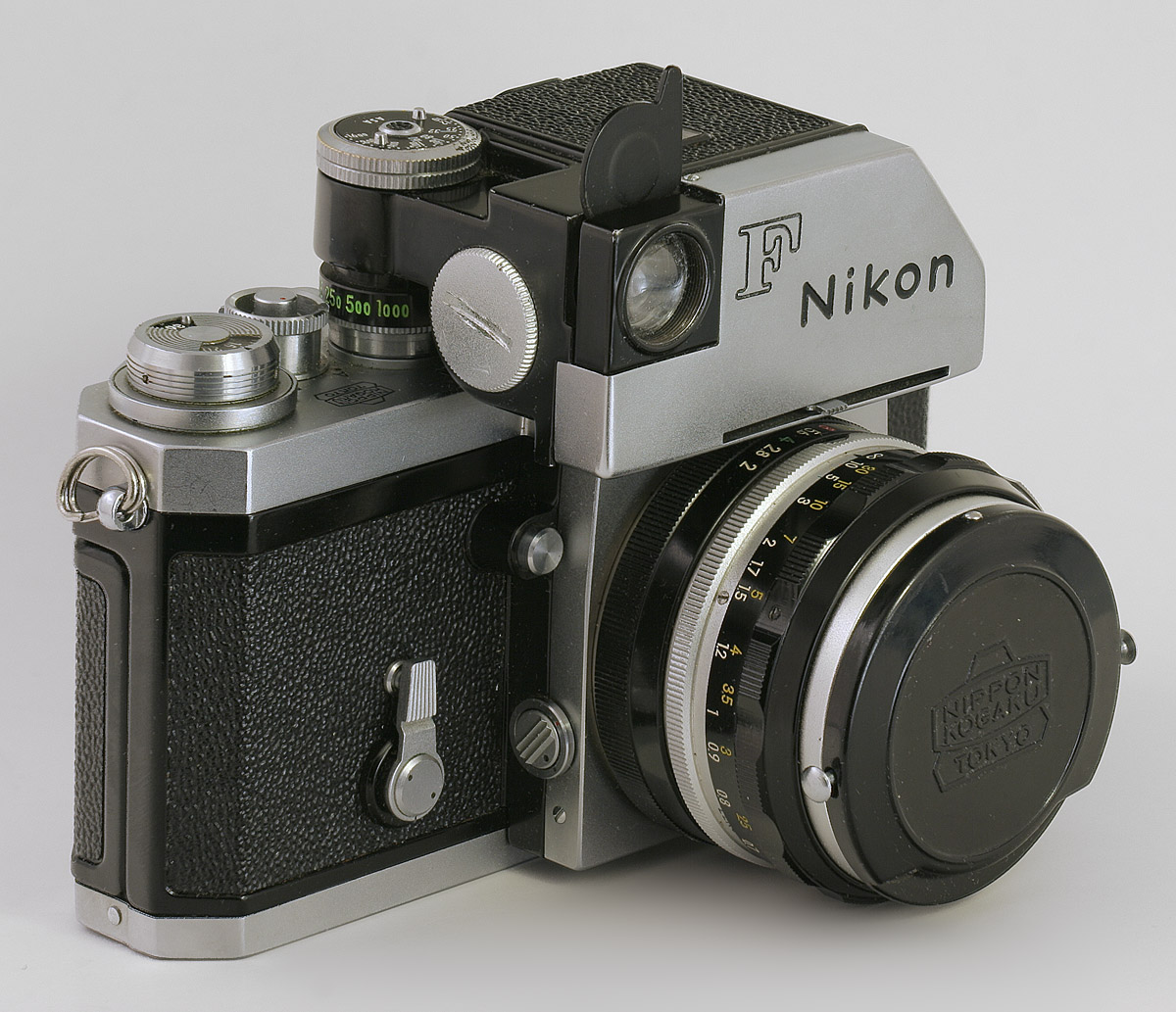
ニコンFフォトミック。フォトミックの正面左側の丸窓が測光窓である。

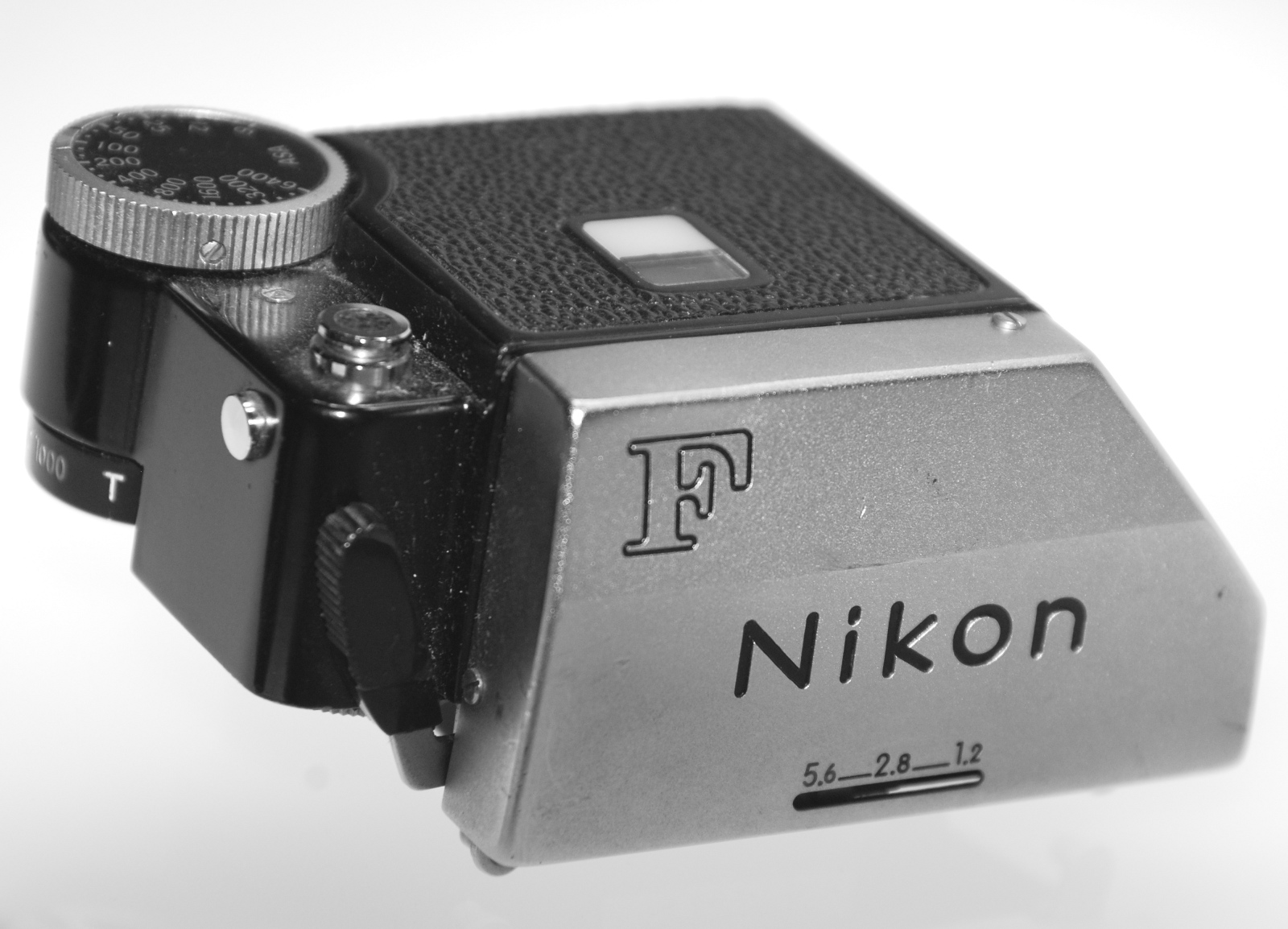
フォトミックFTN。初期モデルのニコンFでもでも小さな改造を施すだけでファインダーをフォトミックに交換することが出来た。

ニコンFの登場後、各メーカーの次なる開発目標は露出計の内蔵およびシャッター・絞りとの連動、そしてTTL測光の実用化へと移っていった。この開発にあたって多くのメーカーは新技術に合わせ2,3年の周期で新モデルを発表していった。
いっぽうのニコンFは、ファインダーが交換可能であったこと、そして連動爪によってボディを経ることなくレンズの絞りと露出計を連動することができたため、日本光学工業はカメラ本体に大きな更新を行うことなくファインダーに新技術を盛り込む方針を取った。こうして開発されたのが交換可能なファインダー部に露出計を組み込むフォトミック形式である。
最初に発表されたのは外光式露出計を内蔵したニコンFフォトミック（1962年）である。同等の機能をもつ他社モデルとしてはミノルタSR-7（1962年）やキヤノンFX（1964年）があるが、これらは露出計がシャッター速度にしか連動しなかったため、完全連動方式を採っていたニコンFのほうが優れていた。
続いてTTL測光を組み込んだニコンFフォトミックT（1965年）が発表される。TTL測光の実用化にあたり、受光素子をカメラ内部のどこに配置するか各メーカーは工夫を凝らした。そしてミラー後・シャッター前・ミラー下など様々な方式が考案されたが、結果としてどのメーカーもフォトミックと同じペンタプリズム横に落ち着くことになった。ここでもフォトミック形式の先見性が指摘されている。
その後もニコンFフォトミックTN（1967年）、ニコンFフォトミックFTN（1968年）と改良が加えられていった。TTL測光の実用化により、一眼レフカメラはアマチュアカメラマンも手にするようになり、フォトミックFTNが販売されるころにはニコンFのブームが頂点を迎えた。
またニコンFは将来性を見越してファインダー等が交換可能なシステムカメラであったため、初期のニコンFであっても簡単な改造を施すだけでフォトミックを付けて最新機能をもつカメラに更新することが可能となっていた。このように本体の改良を最小限にしつつ、システムカメラの特性を生かしたアップデートが可能となっていたことが、ニコンFをロングセラー商品にすることを可能にした大きな理由である。

#### 潤滑油
日本光学工業の小型カメラとニッコールレンズは、朝鮮戦争に従軍したカメラマンデビッド・ダグラス・ダンカンやカール・マイダンスらの活躍によって「凍らないニコン」の名声を得ていたが、それでもサメの脂を潤滑油にしていた最初期のニコンFは摂氏-20度以下になると凍ってシャッターが切れなくなっていた。この問題は、小野茂夫の友人で日本精工社員のアドバイスをうけて、ジェットエンジンに使用されていた潤滑油が採用され解決をみた。この変更はニコンFの初期に行われている。なおこの開発には、社内に温度試験の施設がなかったため日魯漁業・気象研究所・鉄道技術研究所・最期にはアイスクリームを保存する倉庫を間借りして試験を行ったという逸話がある。

#### NASA仕様

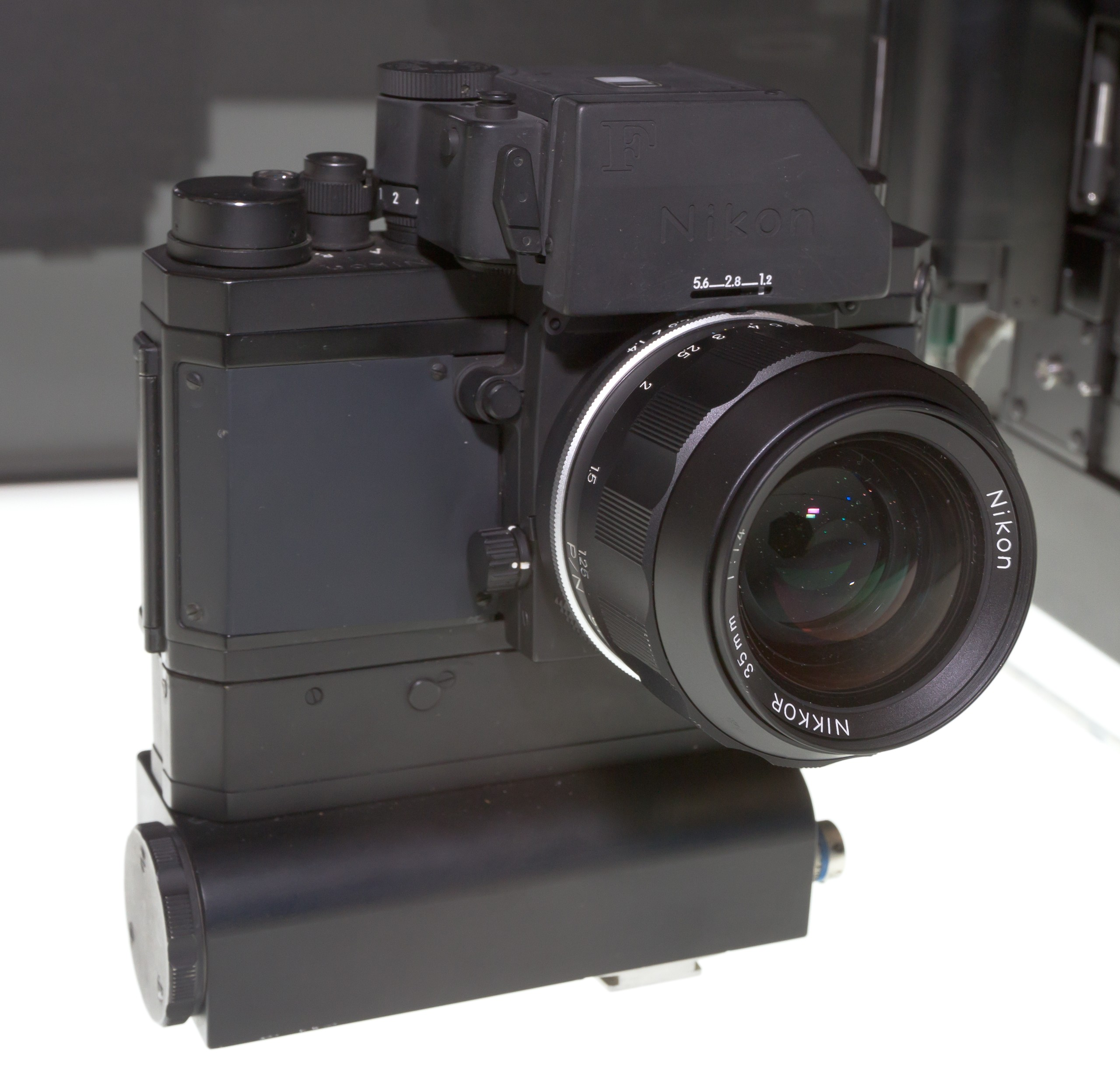
NASA仕様のニコンFフォトミックFTN

日本光学工業は報道機関やアメリカ軍などに向けて特殊仕様にしたニコンFの製造もおこなったが、なかでも著名なのがNASA仕様である。
開発にあたって社内に「Sチーム」と呼ばれた特別班が編成された。また機種はモータードライブ付きのニコンFフォトミックFTNがベースとされた。要求された性能としては、ロケット打上げ時の7Gに耐える強度と、急激な温度変化や厳しい湿度などの条件下で使用できることなどがあった。また使い勝手としては宇宙服を着たままでも操作しやすいボタンやツマミに変更されたほか、窓ごしの撮影でも反射でカメラが移り込まないよう特別なマットブラックで塗装されている。安全面では革やプラスチックなど可燃性の部品は全て金属製に変更された。
NASA仕様のニコンFは、1971年に打ち上げられたアポロ15号をはじめアポロ16号とアポロ17号、そしてスカイラブ計画でも使用されている。

### 販売終了と後発モデルへの影響

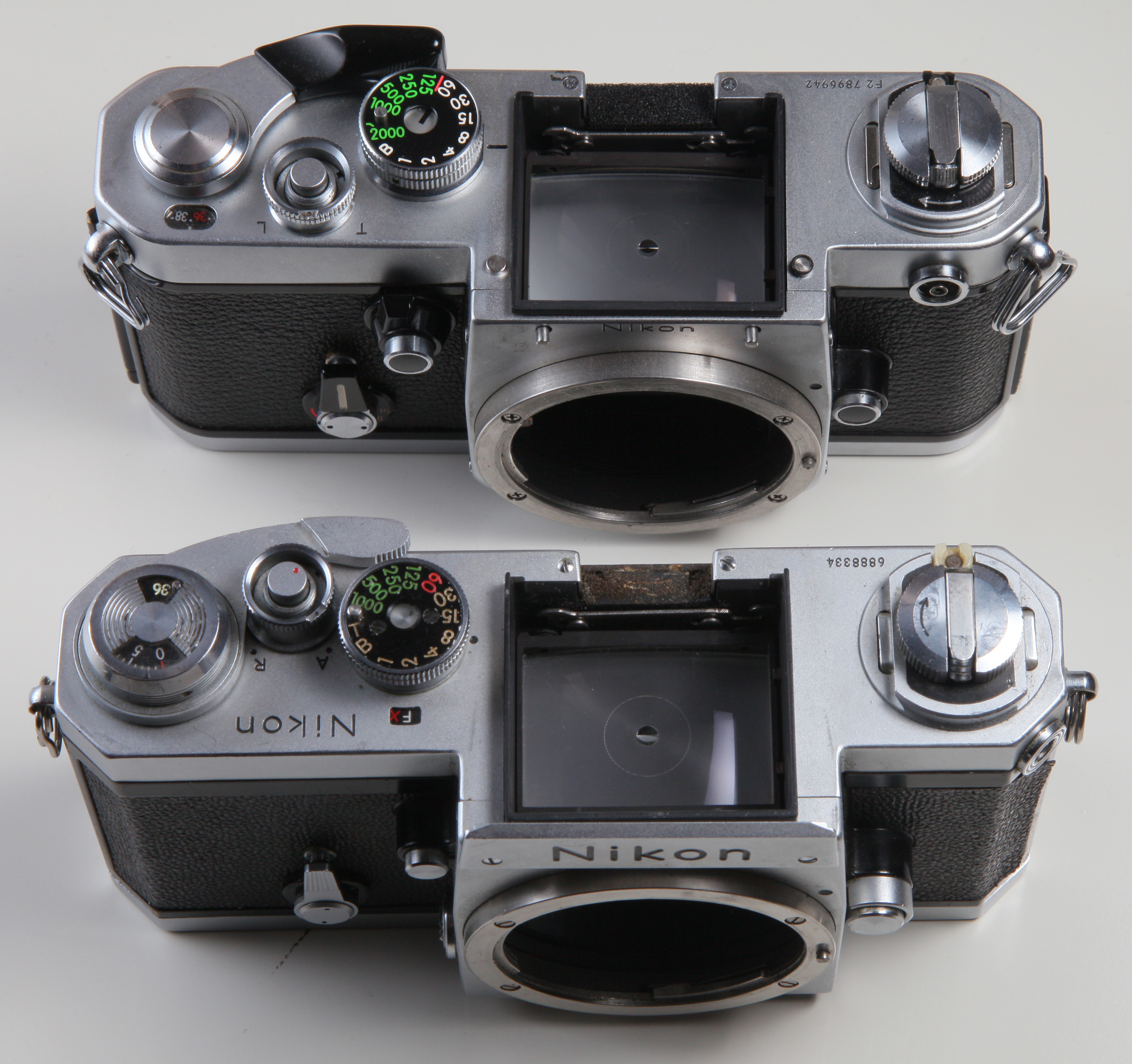
ニコンF（下）とニコンF2（上）。内部機構の性能向上版となったニコンF2は、ニコンFと比べても外見上の変化は少ないが、不評だったシャッターボタンの位置は前方寄りになっている。またエッジの利いた直線的なデザインから、角の丸いデザインになっている。

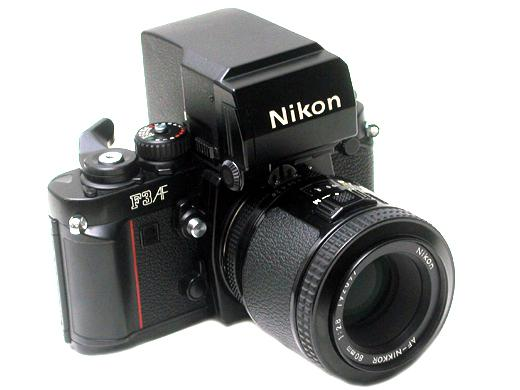
ニコンF3AF

ニコンFの後継機は1963年ごろから検討が始められ、1965年に試作に取り掛かった。しかしニコンFの度重なるアップデートにより発表がずれ込み、結局ニコンF2の発売は1971年8月となった。またニコンF2の発売後もニコンFの生産は継続され、最終の生産は1973年9月、販売終了は1974年6月となった。
名機と称されるようになったニコンFは、自社・他社を問わずその後のカメラ開発に影響を与えた。小倉磐夫は「ニコンFが最高級一眼レフの概念を創った」と評している。
特に同社のフラッグシップ機であるF一桁シリーズには、高い信頼性と機能性を確保する設計思想が継承された。具体的にはファインダー視野率約100%、交換可能なファインダーとファインダースクリーン、モータードライブを前提とした設計、最悪の状態を想定した手動巻き戻しクランク、バックフォーカスが短いレンズを想定したミラーアップ機構、シャッター10万回耐久試験、耐久性の高い金属製スプロケット、そして新旧問わず多くのレンズを使用可能とするニコンFマウントなどが挙げられる。
ニコンFの発売後も技術の進歩により交換レンズは進化してきた。ニッコールレンズもTTL測光の補正を自動化した「Ai」化、オートフォーカス機能をもつレンズに対応する「AF」化、電気信号で露出制御を行う「CPU」化などを経てきたが、デジタル一眼レフ世代でもニコンFマウントは踏襲された。ニコンのレンズ開発部長は、開発当時は革新的であったニコンFマウントも、1999年現在は競合他社と比較すると径が小さくフランジバックが長いという性能面でのビハインドがあることを認めつつ、堅持する方針を示している。また他紙の取材にたいしてニコンは、レンズマウントの変更は従来の顧客がもつレンズの互換性が失われるデメリットが大きいとしたうえで、変更する予定はないと回答している。
最終的にFマウントを脱却するのはミラーレスフルサイズ一眼カメラ「ニコンZシリーズ」まで待つこととなり、足かけ59年の長寿命のマウントとなった。
ペンタプリズム部に露出計機能を組み込み、その交換によって機能を更新できるようにしたフォトミック形式は、後継機のニコンF2やニコンF3にも取り入れられた。特にニコンF3ではオートフォーカス機能を組み込んだニコンF3AF（1983年）も実現されている。また他社ではミノルタX-1（1973年）やキヤノンニューF-1（1981年）でもフォトミック形式と同等の機構が盛り込まれている。

## 評価

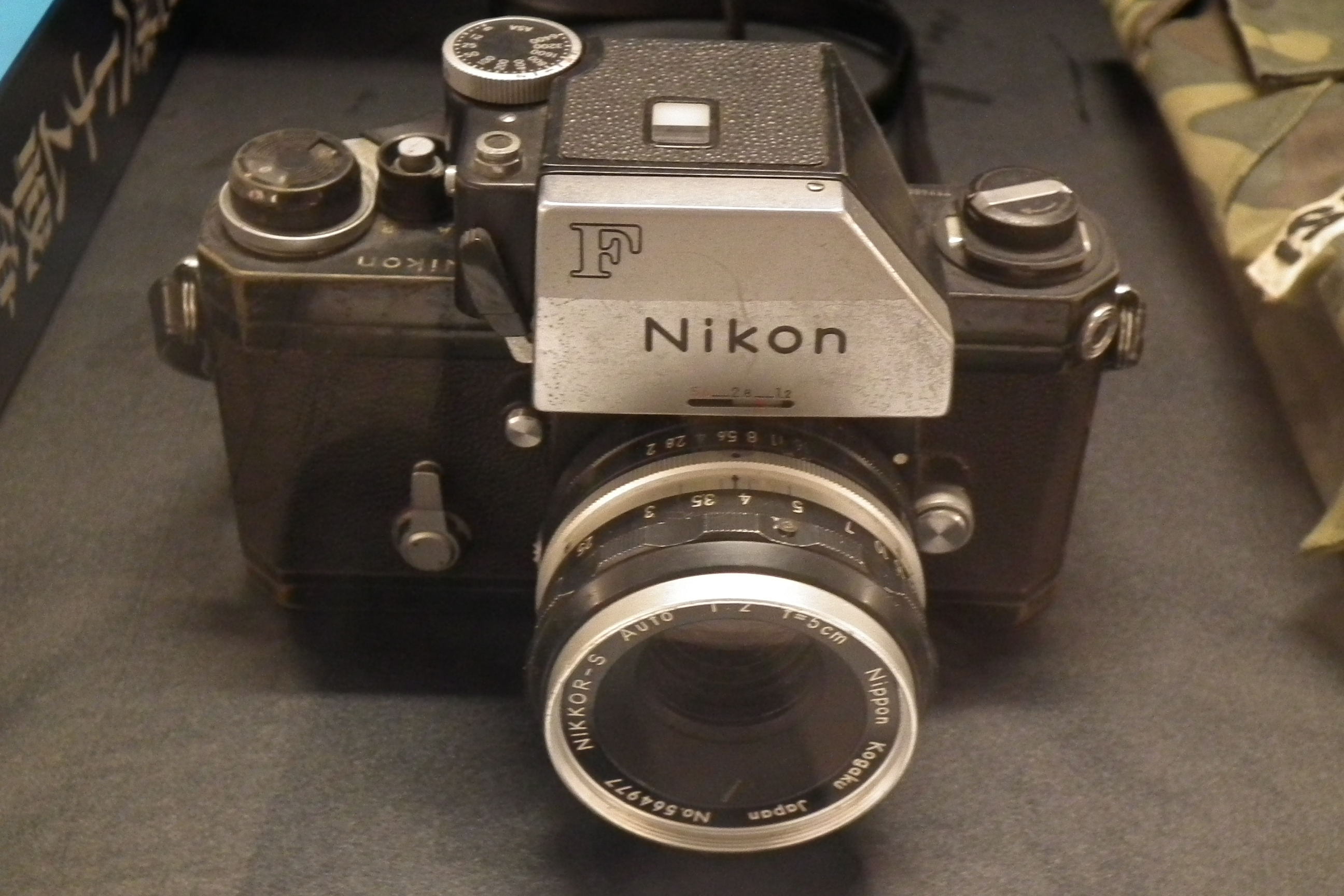
石川文洋がベトナム戦争で使用したニコンFフォトミックFTN（戦争証跡博物館）

ニコンFは、多くの報道カメラマン・フォトグラファーに愛用され、武勇伝・逸話も多く、35ミリ一眼レフカメラの中でも特別なモデルとされている。
フォトグラファーによる作品では、篠山紀信の『オレレ・オララ』（1971年）、荒木経惟の『センチメンタルな旅』（1971年）、沢渡朔の『ナディア』（1977年）で使用されている。
縦野横行はニコンFが得た名声を「神話」と表現し、レンジファインダーカメラにおけるライカと並び「批判してはいけないカメラ」とする。しかし同時に「そうした神話も使ってみれば納得できる」「違和感をもつ者にも文句を言わせないだけの便利さと信頼性があり、選ばざるを得ないカメラだった」と評価している。
前述のように、ニコンFの開発にあたってはニコンSPと基本構造が共有されていたが、この方針は多くのメーカーが一眼レフカメラへの参入と共にライカの模倣から脱却を図っていた時期にあって珍しいものであった。その結果としてニコンFはシャッターボタンの配置などで批判を受けることになった。『アサヒカメラ』（1959年9月）は「なんでニコンSPのデザインを流用しなければならなかったのかが問題になる。信頼性があるのかもしれないが使いにくい点まで受け継ぐという法はないだろう」と記している。いっぽうで金野剛志は「同社のレンジファインダーカメラを愛用してきたユーザーが違和感なくニコンFに乗り換えることが可能であった」と指摘し、ニコンFがベストセラー機になった理由のひとつに挙げている。
同様に発売後に賛否があったのが特徴的なデザインである（→#デザイン）。とくにニコンFの象徴となっている正面からみると三角の形状になっているペンタプリズム部のカバー形状について、『アサヒカメラ』は「プリズム部の頂上がとがっているのは触れると痛いし、前面だけ白いのは亡者のマークの三角布のようで縁起が良くない」と記す。しかしニコンFは1966年にはグッドデザイン賞を受賞し、また映画『欲望』に登場したことも話題になり、三角形状も広く認知されていった。赤城耕一は「今日のどのメーカーのAF一眼レフカメラもデザインが似通っていて、むしろ古いニコンFを新鮮に感じる」と評している。

## メカニズム
ボディの大きさはアイレベルファインダーを付けた状態で、幅約147ミリメートル、高さ約98ミリメートル、奥行きはマウントからファインダー接眼部までで約56ミリメートルで、レンズなしの重さは約685グラムである。構成部品は669種918点にのぼるが、目に見えない部分でも素材や仕上げが吟味されており、同時代のカメラと比べて高品質だとされている。

### デザイン
ニコンFのデザインはグラフィックデザイナーの亀倉雄策が手掛けた。ボディー左右両端の平面形状は台形になっており、上からみると八角形状となっている。全体的に直線的でエッジが効いたシャープなデザインになっているが、後継機であるニコンF2以降のモデルでは角が丸いデザインになったためニコンF独自のものとなっている。
正面からみると三角の形状になっているペンタプリズム部のカバー形状はニコンFの象徴となっている。カバーを三角形状に加工するのにはかなりの困難があったと伝わっている。
なお、ニコンFの元箱も亀倉によるデザインとされている。

### 基本構造

ニコンFの各部名称

ボディ本体はアルミ合金ダイキャストで、これに底ブタ・底板・ミラーボックス・前板・上カバー・前カバー・底カバー・裏ブタからなるボディ外装が取り付けられる。上カバー・前カバ―・底カバーは真鍮製で白クローム梨地仕上げだが、黒色焼き付け塗装されたブラックボディもある。ブラックボディは光を反射しにくいという理由で報道カメラマンに愛用された。
裏ブタは特殊な軽合金プレス製で、着脱式になっている。裏ブタを本体から外すには、底面につけられた裏ブタ開閉キーでロックを解除して、下向きにスライドさせる。裏ブタにはバネが付いたフィルム圧板があり、フィルムの平面性を保つようになっている。また裏ブタ底面にはASAフィルム感度板とフィルムマガジン受けが付いている。
上面の右手側にはシャッターボタン・A-R切り替えリング・フィルム巻き上げレバー・自動コマ数表示盤・フィルム長さ表示窓・シャッターダイヤル兼シンクロセレクター・シンクロ表示窓があり、左手側にはフィルム巻き戻しクランク・アクセサリーシュー・シンクロ接点がある。シャッターボタンは背面側に寄った位置に設けられているが、これはニコンFがベースとしていたニコンSシリーズがライカのバルナックタイプを参考に製作されていたためである。このボタン位置ついては使い難さの点から批判が多い。
前板には、操作系としてレンズ着脱ボタン・手動絞りボタン・反射鏡固定ノブ・セルフタイマーレバーが付けられる。ミラーボックスやレンズマウントなど主要な機構は本体中央ではなく、正面からみて右側にオフセットされている。

### 巻き上げ機構
ニコンFの巻き上げは、上面のフィルム巻き上げレバーで行うトップレバー方式である。レバーは予備角15度で使用位置まで引き出される。引き出された位置からの巻き上げ角は136度と短く、1度の操作で1コマ分の巻き上げが可能だが、ラチェットギアによる分割巻き上げも可能である。巻き上げを行うと、フィルムを巻き取るスプールとフィルムを送るスプロケットが回転してフィルムが巻き取られる。スプールへの巻き取り方向は乳剤面が外向きになる「逆巻き」となっているが、これは当時この方式のほうがフィルムの弛みを取ることが出来ると考えられていたためである。巻き上げ機構にはフリクション機能がついており、巻き取られたフィルムが多くなってきてもレバーの操作角は変わらず一定である。
また巻き上げ動作は、ミラーとシャッターのチャージも兼ねている。ニコンFは、フィルムの巻き上げの終了とミラー・シャッターのチャージが終了するのが同時になっていて、巻き上げを係止する仕組みがない。いっぽうでライカM3などでは巻き上げとシャッターチャージの終了が同時ではなく、巻き上げが先に終了すると制限爪で係止する仕組みになっていたが、この制限爪は当時のカメラで最も多いトラブルであった巻き上げ不良の原因になっていた。縦野は、係止を省いた巻き上げ機構がニコンFの高い信頼性を生んだとしている。
フィルム巻き上げレバーの基部には、自動コマ数表示盤・フィルム長さ表示窓が付いている。フィルム長さ表示窓は使用中のフィルムが何枚撮りか示すもので、フィルムを装填する際に設定する。
巻き戻しする際には、ニコンF独自のA-R切り替えリングを操作する。A-R切り替えリングはシャッターボタンの周囲に設けられたツマミで、撮影および巻き上げを行う際にはAに合わせるが、巻き戻しの際にはRに合わせてスプロケットをフリーの状態にする。巻き戻しは巻き戻しクランクで行われる。また多重露光をする際には、1回目の露出が終わったあとA-R切り替えリングをRにして、1コマ分を巻き戻す必要があった。巻き戻し量は、シャッターボタンにある赤点が1回転と少し回すのが目安になる。
モータードライブを利用するためには、ボディ側の改造も必要で、ボディの底板にモータードライブ用のシーソースイッチがのある専用のものに交換が必要であった。モーターの駆動力は、モータードライブのカップリング部をスプール底部にある接触環に接続して伝達される。なおモータードライブとボディにはあらかじめ調整が必要となっていた。

### レリーズ機構
シャッターは左右走行式フォーカルプレーンシャッターである。シャッター幕を巻き上げるドラムは、先幕・後幕ともに1つのドラムに巻き取られる1軸式となってる。これは当時の他社がボディ横幅を狭くしようと2軸式を開発するなか、ニコンFはニコンSPと同時開発であったため、従来のレンジファインダーカメラと変わらない方式を選んだことによる。
シャッターボタンが押されるとまずミラーが上がり、これに連動して先幕解放カムが外れ、先幕が走って先幕バネ筒に巻き取られる。続いて設定されたシャッター速度に合わせた時間差で後幕解放カムが外れ、後幕が走って後幕バネ筒に巻き取られる。この先幕と後幕が動き出す時間差で露光時間を調整する。幕速は長辺36ミリメートルを14.5ミリ秒である。ただしスローシャッターの場合は、ボディ底部にあるスローガバナーが作動し、幕速を遅くする。
シャッター幕はチタン製である。チタンの薄膜は純度99.5%以上のほぼ純粋なチタンで造られ、強圧延により0.025ミリメートルという極薄膜にされた。これに擦り傷防止および強度保持のために表面に凹凸模様、そして艶消し加工を施して最終的に0.05ミリメートル厚のシャッター幕に加工されている。この加工は当時最新の技術を駆使して造られたものであった。
セルフタイマーは、ボディ前面のレバーで操作する。レバーを左回りに倒し、そばのボタンを押すとタイマーが作動する。作動時間はレバーを回す角度によって3秒・6秒・10秒に調整できた。

### アクセサリーシュー・シンクロ機構
アクセサリーシューは巻き戻しクランクに付けられている。当時の一眼レフカメラにはシューが付いていないモデルが多く、シューの常設は評判が良かった。フィルムを巻き戻しする際にはアクセサリーを外す必要があった。シューの位置についてはのちのモデルではファインダー上部が標準的になるが、ニコンFではファインダーが着脱式になっていることから巻き戻しクランクに付けられたと考えられる。
またシンクロ接点には、シャッターに合わせてフラッシュのタイムラグが4段階に変換される「タイムラグ自動調整式」が採用されている。これは使用するフラッシュとシャッタースピードに応じてシンクロを設定すると、自動でフラッシュを同調させる仕組みである。設定はシャッターダイヤルを少し持ち上げて回して行い、選択中の設定はシャッターダイヤルの上にあるシンクロ表示窓で確認できる。対応していたフラッシュは、フラッシュバルブのFP級・M級・AG-1級とストロボのFXに対応していた。
シンクロ設定は、アクセサリーシューのそばにあるコードレス接点、あるいは本体正面右上に付けられたJIS型ソケットに伝達される。

### レンズマウント

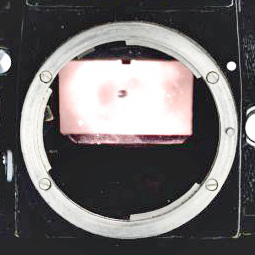
ニコンFマウント

レンズマウントはボディ外装の前板に取りつけられる。マウントの内径は最小径で44ミリメートル、最大径で47ミリメートル、フランジバックは46.5ミリメートルとなっている。なお、カメラ上部に記される製造番号（→#製造番号と通称）の文字上端がフィルム位置になっている。
マウント部はバヨネットマウントで、バヨネット爪は3本。マウントは摩耗につよい18-8ステンレス製で、マウント内部のバネもステンレス製となっている。
レンズ着脱ボタンやレンズ固定用バネはボディ側に付いている。レンズ装着時には正面から見て左回りに約58度回す。レンズを交換する際には、レンズ着脱ボタンを押しながら逆方向に回す。

### ミラーボックス
ミラーボックスは前板に装着される。ミラーボックスには、ミラーとこれを駆動するクイックリターン機構、自動絞り機構、ミラーアップ機構など、ミラー関連の機構が組み込まれる。また上部はファインダースクリーン受けになっている。
ニコンＦのクイックリターン機構は、1つのスプリングでミラーの跳ね上がりから定位置への復元までが行われることが特徴である。巻き上げによってシャッター幕がドラムに巻き取られるのと同時に、ミラーのメインスプリングもチャージされる。シャッターが切られるとミラーロックが外れてミラーが跳ね上がり始めるが、これに合わせて後述する絞込みレバーも駆動する。ミラーの跳ね上がりが完了する直前に、先幕・後幕の順にシャッター幕が駆動する。そして露出が完了すると同時に、シャッター機構がミラー保持レバーを解除し、ミラーが元位置に戻る。ミラーアップに伴うファインダー像消失時間は、シャッタースピード1/1000秒の時で約100ミリ秒である。
縦野によれば、ニコンFのミラー位置はミラー機構のチャージ前後で微妙に異なる。そのため正確なピント合わせは巻き上げ後に行う必要があった。いっぽうでこの方式ではメインスプリングを弱くすることが可能であり、ミラー駆動に伴うブレやシャッター音の低減につながったとしている。ニコンFが高い評価を受ける理由のひとつには、シャッターのタイムラグが少なく音が小さいことが挙げられている。一眼レフカメラの難点とされていたミラー動作時の衝撃によるブレを最小限にするため、日本光学工業は特別な振動記録装置を用いて開発を行っている。ニコンFの振動についてニコンは「レンジファインダーカメラ劣らないブレ量」としている。また那和は、ミラーを駆動するスプリングが1つであることがシャッター音が小さくしていると推測する。
いっぽうでニコンFの欠点にミラーの有効長が短いことが挙げられる。そのため200ミリレンズ程度までは問題ないが、300ミリレンズ程度になると画面上部がかなり暗くなってしまう。
広角レンズなどバックフォーカスが短いレンズを使用する際に、ミラーが当たらないようにあらかじめミラーを上げて固定しておくミラーアップ機能も備えている。ミラーアップするためには反射鏡固定ノブを回しシャッターを切る。するとミラーが上がったままの位置で固定される。この方式ではミラーアップのために1コマ分のフィルムを無駄にしなくてはならず批判があった。

### 絞り機構

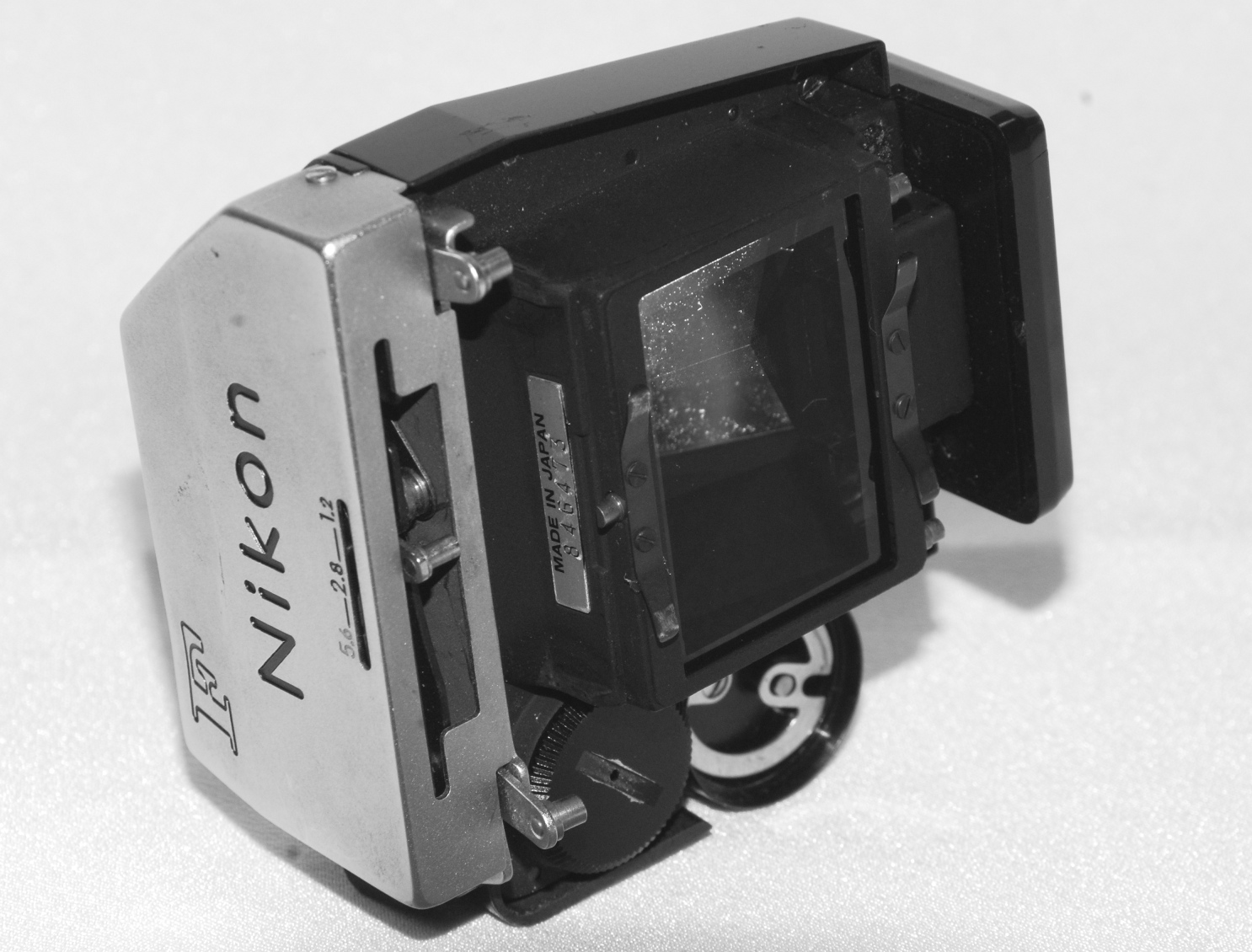
フォトミックFTNの下部。ロゴの下にあるピンをレンズの連動爪に嵌めこむ。

発売当時のフォーカルプレーンシャッターカメラでは、露出計はシャッター速度だけにしか連動していなかったが、ニコンFはレンズ絞りとも連動する完全連動方式が採用された。
絞りの設定はレンズ鏡筒にある絞り設定環を回して行う。絞り羽根はレンズ内のスプリングにより常に設定値まで絞り込まれる方向に力が働いているが、レンズ側マウント内にある連動レバーが本体側にある絞込みレバーで開放側に押し付けられることにより常時開放状態になっている。本体側の絞込みレバーはミラーに連動しており、ミラーが駆動に合わせて連動レバーを押し付ける力が無くなり、絞り羽根の絞込みが行われる。
なおファインダーで絞り効果を目視で確認するときには、ボディ前面の手動絞りボタン（プレビューボタン）を押すことで、設定されている絞り値まで絞り込むことが出来る。
レンズの絞り設定環で設定された絞り値は、連動爪を介して露出計に伝達される（→#連動爪）。露出計ではあらかじめフィルム感度を設定しておき、白色メーター針と追尾針が一致するようにシャッタースピードもしくは絞りを操作することで適正露出を得ることが出来る。

### ファインダー系

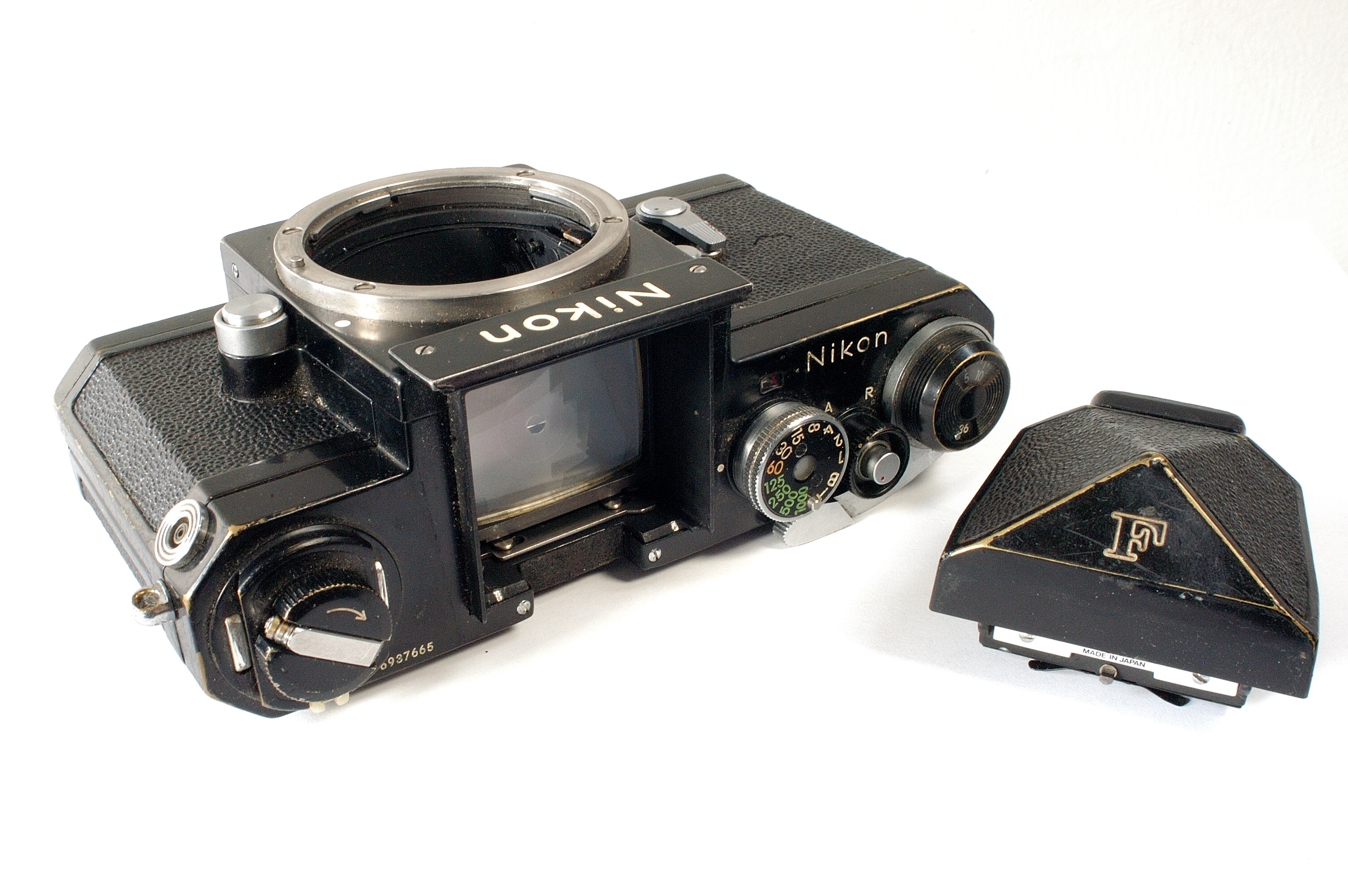
アイレベルファインダーを外した状態。ボディ上面にみえるのがファインダースクリーン。

ファインダーの視野率は100%である。これは後のニコンFシングルナンバーに受け継がれる伝統であり、また長らく他社に真似が出来ない強みでもあった。またファインダーが交換式になっていることも特徴である。交換はボディ背面のファインダー着脱ボタンを押しながらファインダーを持ち上げて外す。この着脱方法はエクサクタの影響とみられるが、ファインダーとボディの間に遊びが生まれてしまいゴミが入りやすかった。
発売当初のファインダーはアイレベルファインダーとウエストレベルファインダーの2種である。
標準となっていたのはペンタプリズムを組み込むアイレベルファインダーで、倍率は0.8倍であった。ペンタプリズムの反射面には銀が蒸着されており、当時標準的であったアルミ蒸着と比べて明るい視野になっていた。ウェストレベルファインダーは、接写撮影などカメラをローアングル撮影を行う時に使用するファインダーである。これには精密なピント合わせを可能とするルーペが付いており、これを使用すると0.9倍の倍率を4.5倍にすることが出来た。なおアイレベルファインダー用のアクセサリーとして、上からのぞけるようにしたアングルファインダー、像を2倍にするマグニファイヤーが発売された。これらはファインダーアイピースに取りつけて使用する。
のちに動体撮影用のアクションファインダーが発売されている。これはアイピースから60ミリメートル目を離してもファインダーの隅々まで見ることができるファインダーで、当初はゴーグルなどを付ける特殊環境用のファインダーとして開発されたが、スポーツ撮影などにも利用された。倍率は0.7倍である。また後述するフォトミックシリーズも順次追加されて行った。
またファインダースクリーンも交換が可能となっていた。ファインダースクリーンの取り外しは、ファインダーを外した状態でボディを倒して落とす。標準となっているA型は中央に3ミリ径のスプリットイメージ距離計があり、その周囲に12ミリ径の円が記されている。スプリットイメージ距離計とは楔形のプリズムを交差するように配置したもので、ピントがずれるとプリズム境界の像がずれることを利用してピント合わせを容易にする仕組みである。また12ミリの円は後述する中央部重点測光の範囲となっている。
当初は3種であったファインダースクリーンも徐々に充実され、最終的には12タイプ18種のスクリーンが発表されている。標準のA型のほかに良く使用されたスクリーンには、別の距離計が組み込まれたJ型、暗いレンズで使用されるB型、方眼マットのE型などが挙げられる。なお初期モデルのファインダースクリーンは暗くフレネルの同心円が渦巻いていたが、これは後に改良された。

#### フォトミック
フォトミックは外部測光式の露出計を内蔵したファインダーで、1962年に発売された。フォトミックファインダーを装着するとボディのシャッターダイヤルとフォトミックのシャッターダイヤルが連動するようになり、またレンズの連動爪をカプラーに噛み合わせることで絞りと連動するようになっている。シャッター速度は2秒から1/1000秒、絞りはF1.4から22までが範囲となっている。またフィルム感度は手動で行い、範囲はASA10から1600までであった。測光範囲はEV3から17となっている。
測光は前面の測光窓から入った光を、CdSの受光素子に当てて行う。露出は、ファインダー視野内に表示される窓、もしくはフォトミック上面窓に表示され、メーターを定点に合致させることで適正露出が得られた。なお、アクセプタンス・コンバーターを付けることで、入射光測定が可能であったほか、受光角の調整が出来た。標準では28ミリレンズ相当の70度であった受光角は、アクセプタンス・コンバーターを装着することで135ミリレンズ相当の18度にすることが出来る。なお、フォトミックシリーズには電池が必要となる。

#### フォトミックT
フォトミックTは露出計をTTL測光にしたファインダーで、1965年に発売された。TTL測光は画面全体の明るさを測る全面平均測光で、受光素子はCdSである。これにより接写など撮影倍率を気にすることなく、適正露出を得られるようになった。
TTL測光は絞りを開放した状態でおこなわれるため、レンズの絞り開放値をフォトミックTに手動で設定する必要があった。なお従来のニコンFにフォトミックTを取り付けるためには、ボディに僅かな改造が必要であった。

#### フォトミックTN
フォトミックTNはフォトミックTの精度を向上させたファインダーで、1967年に発売された。測光は画面中央の12ミリメートルの部分を主に（60%）測る、中央部重点測光になった。これは受光素子の前に非球面のレンズを置くことで実現されている。この中央部重点測光は、ニコンFA（1983年）でマルチパターン測光が実用化されるまで、日本光学工業のスタンダードになった。
測光はEV2から17まで、フィルム感度はASA20から6400が範囲である。

#### フォトミックFTN
フォトミックFTNはフォトミックシリーズの総決算となったもので、フォトミックTNの性能向上版である。1968年に発売された。手動で設定していたレンズの絞り開放値は、レンズの絞りリングを左右に往復させるだけで自動に伝達されるようになった。またファインダー視野内にシャッタースピードが表示されるようになっている。
測光範囲はフォトミックTNと同じだが、フィルム感度はASA6から6400、絞りは開放値がF1.2から5.6で、連動範囲はF32までとなっている。

### 製造番号と通称

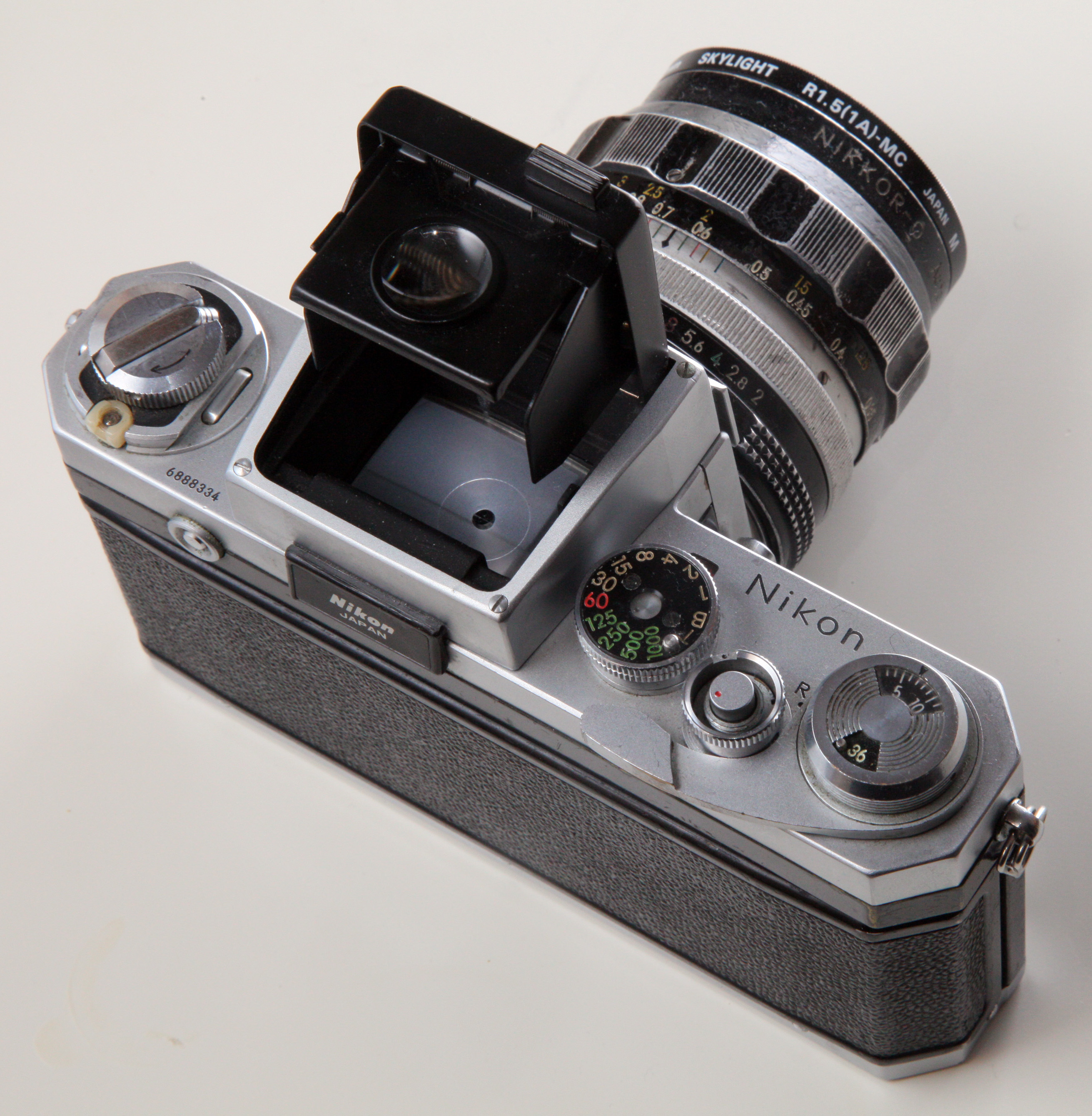
ニコンFの上面。ファインダー左側に製造番号「6888334」とある。付いているファインダーはウェストレベル。

ニコンF本体の上面、軍艦部とよばれる部分には7桁の数字が刻印されている。この数字はファンの間で製造番号あるいはシリアルナンバーとして知られており、本記事でもこれに従う。
ファンの間では、この7桁の製造番号は日本光学工業におけるカメラの生産順を示すとされることが多い。たとえば『ニコンFのすべて』では、ニコンFの製造番号の頭3桁は「640番」からはじまり「661番」から「669番」までの欠番を挟み「745番」まで刻まれているとし、この3桁で製造年月がわかると記される。
また一定の纏まりをもった製造番号に特定の通称が用いられる事も少なくない。たとえば6401000以降の640番は「ロクヨンマルモデル」、720番後半あるいは730番からは「ニューF」、740番からは「ニュータイプ」などがある。
このようにファンの間では製造番号の意味する事について強い関心が持たれている。ただしこうしたファン間での認識についてニコンは、商品固有の番号ではあるが必ずしも製造順を意味しないと否定し、社内では単に「番号」とだけ呼ばれていることを明らかにしている。また現存する当時の図面に「670番以降を量産品としてキリカキをつける。それ以前の欠番については赤丸をつけて古い番号から使用する」という主旨の指示があることを明らかにしている。そのうえで「欠番が生じた理由も、のちに欠番を埋めようとした理由もわからない」と回答している。
またカメラ内部、ダイカストやミラーにも番号が記されている個体が確認されている。これについてもニコンは「製造工程上の必要で振られた下請け業者との間で使われた暗号・符牒のようなもの」としたうえで、何を意味するのか今となっては解らないとしている。

## アクセサリー

### モータードライブ

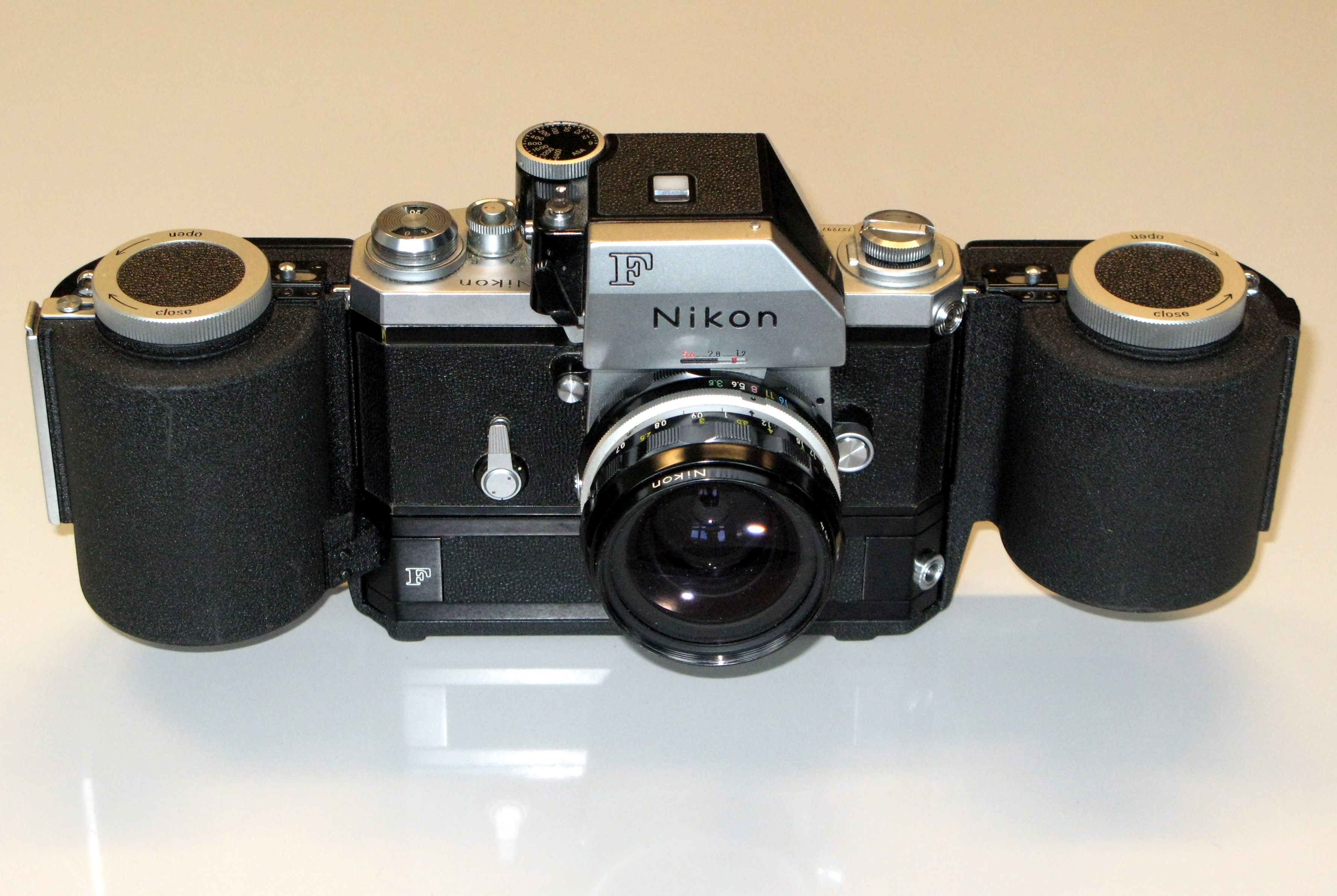
長尺マガジンのF-250を付けたニコンF。

ニコンFと同時に発売されたモータードライブは36枚撮り用のF-36である。モータードライブは着脱式になっている裏ブタと交換する形でボディに装着される。当初は電池ケースを長さ1メートルのコードで接続するようになっていたが、のちに直結式電池ケースが発売された。なおモータードライブの操作は外付け電池ケースでも行うことが出来た。電源はいずれも単三型乾電池を8本使用する。
モータードライブにあるS-Cリングで撮影モードが切り替えられた。これをSに合わせると1コマ撮影、Cに合わせると連続撮影が行えた。連続撮影の速度も4段階に切り替えられ、最高で毎秒4コマが可能であったが、この場合はミラーアップが必要となっている。ミラー連動での最高速度は毎秒3コマである。
のちに長尺モーターと呼ばれる250枚撮り用のF-250が発売される。使用するフィルムは100フィートフィルムを3等分（約10メートル）して、専用のマガジンに装填して使用された。マガジンは巻き取り側にも必要なダブルマガジン方式となっている。F-250は通常のニコンFにも簡単な加工で取り付けることが出来た。

### フラッシュ

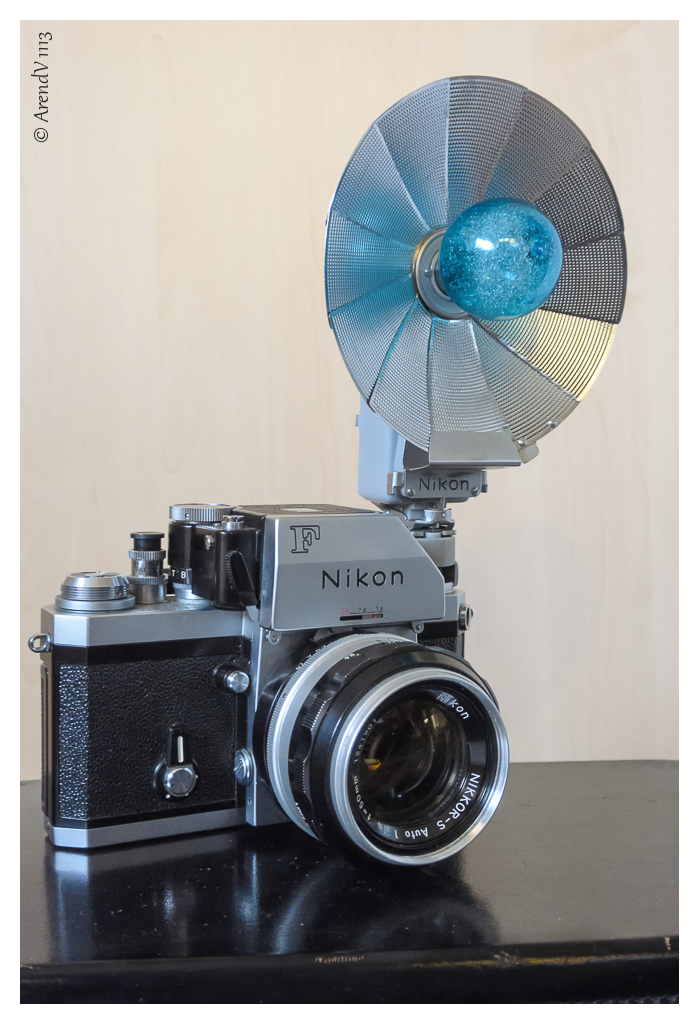
BC-5を付けたニコンF。

フラッシュはフラッシュバルブとスピードライト（ストロボ）が使用可能となっている。フラッシュバルブはニコンSPなどと共通のBC-5、BC-6のほか、ニコンF専用でBC-5改良型のBC-7が使用できた。スピードライトは日本光学工業が初めて開発したニコンF用のSB-1が使用できた。
BC-5は折り畳み式の反射笠をもち、正面から左右135度まで首を振ることが出来た。電池は22.5Vの積層乾電池でキャパシターは専用となっている。BC-6は15Vの積層乾電池を使用する。BC-5とBC-6の取り付けは、まず本体上部の巻き戻しクランクの基部にあるアクセサリーシューにガンカプラーを設置し、そのガンカプラーのシューにフラッシュが取り付ける。なおBC-7は、ガンカプラーを介さずにボディに取り付けることが出来た。
SB-1は日本光学工業が初めて開発したスピードライトで、一般撮影用のSB-1のほか、近接撮影用リングライトのSR-1、マクロ撮影用リングライトのSM-1など多用途の撮影を可能とするシステムになっていた。安定した光量をえるために自動安定回路をもち、電源は充電式のニカド電池を本体に挿入するか、外付けの各種バッテリーユニットを使用する。

## 主要諸元
| モデル                  | ニコンF                                              | ニコンFフォトミックTN                                  | ニコンF2フォトミック（参考）                           |
| モデル                  |                                                      |                                                        |                                                        |
| 発売日                  | 1959年6月                                            | 1967年4月                                              | 1971年9月                                              |
| サイズ                  | 幅約147ミリ 高さ約98ミリ 奥行約56ミリ （レンズなし） | 幅約147ミリ 高さ約102ミリ 奥行約117ミリ （レンズ付き） | 幅約153ミリ 高さ約102ミリ 奥行約113ミリ （レンズ付き） |
| 重量                    | 約900グラム（レンズ付き）                            | 約1240グラム（レンズ付き）                             | 約1165グラム（レンズ付き）                             |
| 使用フィルム            | 35ミリフィルム（J135パトローネ入り）                 | 35ミリフィルム（J135パトローネ入り）                   | 35ミリフィルム（J135パトローネ入り）                   |
| シャッター              | 機械式チタン幕横走フォーカルプレーンシャッター       | 機械式チタン幕横走フォーカルプレーンシャッター         | 機械式チタン幕横走フォーカルプレーンシャッター         |
| シャッター速度          | 1秒から1/1000秒、T、B                                | 1秒から1/1000秒、T、B                                  | 1秒から1/2000秒、T、B                                  |
| レンズマウント          | ニコンFマウント                                      | ニコンFマウント                                        | ニコンFマウント                                        |
| 標準レンズ              | ニッコール・オートレンズ 50ミリF2                    | ニッコール・オートレンズ 50ミリF1.4                    | ニッコール・オートレンズ 50ミリF1.4                    |
| 標準ファインダー/視野率 | ペンタプリズム式 アイレベルファインダー 約100%       | ペンタプリズム式 フォトミックTN 約100%                 | ペンタプリズム式 フォトミック 約100%                   |
| 露出計                  | なし （外付け・外光式セレン光電池）                  | TTL露出計 CdS受光素子 中央部重点測光                   | TTL露出計 CdS受光素子 中央部重点測光                   |
| 電源                    | 必要なし                                             | 水素電池MR-9 2個                                       | 酸化銀電池SR44 2個                                     |
| 小売価格                | 67,000円（標準レンズ付き）                           | 79,000円（標準レンズ付き）                             | 82,200円（標準レンズ付き）                             |